# Georges Clerfayt
Georges Clerfayt (ur. 23 kwietnia 1935 w Colleret) – belgijski francuskojęzyczny polityk, ekonomista, nauczyciel akademicki i samorządowiec, długoletni deputowany, od 1984 do 1995 przewodniczący Demokratycznego Frontu Frankofonów (FDF).

## Życiorys
Ukończył studia ekonomiczne oraz stosunki międzynarodowe. Doktoryzował się w zakresie prawa. Z zawodu nauczyciel akademicki, został wykładowcą na Université de Namur. Zaangażował się w działalność polityczną w ramach Demokratycznego Frontu Frankofonów. W różnych okresach był członkiem zarządu miejscowości Sint-Genesius-Rode, odchodząc z lokalnego samorządu w 2012. W latach 1971–2003 sprawował mandat posła do Izby Reprezentantów.
W latach 1977–1981 pełnił funkcję sekretarza generalnego FDF, a od 1984 do 1995 był przewodniczącym partii. W 1993 kierowana przez niego formacja zawiązała federację z walońskimi liberałami z PRL, na bazie której powstał później Ruch Reformatorski.
Ojciec polityka Bernarda Clerfayta. Odznaczony Orderem Leopolda II klasy.